# John Cochrane (joueur d'échecs)
Pour les articles homonymes, voir John Cochrane et Cochrane.
John Cochrane est un joueur d'échecs et un barrister écossais né le 4 février 1798 en Écosse et mort le 2 mars 1878 à Londres. Joueur brillant, qui aimait effectuer des sacrifices, il vécut longtemps en Inde et disputa plusieurs matchs contre les meilleurs joueurs du début du XIXe siècle : Deschapelles, La Bourdonnais, Staunton et Saint-Amant.
John Cochrane ne doit par être confondu avec James Cochrane (vers 1770 - 1830), auteur d'un livre sur le gambit Muzio.

## Biographie et carrière
John Cochrane était né en 1798  dans une vieille famille écossaise. Lors d'une visite en France, en 1821, il disputa un match à handicap contre Alexandre Deschapelles (perdu 1 à 6) et un match contre Louis-Charles Mahé de La Bourdonnais qu'il perdit également (0 à 7). Il s'installa à Londres où il exerça la profession de barrister. En 1822, il publia A Treatise on the Game of Chess, inspiré par le Traité des Amateurs de Bernard, Carlier, Leger et Verdoni. 
En 1824, Cochrane participa au début du premier match d'échecs par correspondance qui opposa le Club d'Édimbourg à celui de Londres (il faisait partie de ce dernier) et convainquit son équipe d'utiliser le gambit écossais dans la partie écossaise. La même année, il quitta l'Angleterre pour l'Inde et vécut à Madras et à Calcutta jusqu'à sa retraite du barreau en 1869. Il fonda un club d'échecs à Calcutta.
De 1841 à 1843, Cochrane revint à Londres. Durant cette période, il disputa de nombreuses parties contre Howard Staunton qui en gagnait la majorité, contre William Davies Evans et contre George Walker. Il remporta en 1842 un match contre Pierre Saint-Amant (+6 −4 =1). Selon Wilhelm Steinitz, qui le connut dans les années 1870, Cochrane battit Staunton lors d'un match à égalité  (+3 −2 =1) et fit match nul lors d'un match à handicap.
En 1870, Cochrane revint définitivement en Angleterre et devint secrétaire du club Saint George de Londres. Il mourut en 1878.

## Œuvre
- John Cochrane, A Treatise on the Game of Chess: Containing the Games on Odds, from the "Traité Des Amateurs;" the Games of the Celebrated Anonymous Modenese; a Variety of Games Actually Played; and a Catalogue of Writers on Chess, Londres, 1822

## Contributions à la théorie des ouvertures
Cet article utilise la notation algébrique pour décrire des coups du jeu d'échecs.
Cochrane avait un style de jeu brillant. Plusieurs variantes d'ouverture d'échecs portent son nom. Plusieurs de ses innovations comprennent un sacrifice du cavalier en f7.
- L'attaque Cochrane de la partie écossaise : 
  - 1. e4 e5 ; 2. Cf3 Cc6 ; 3. d4 Cxd4 ; 4. Cxe5 Fc5 ; 5. Fc4 c6 ; 6. Cxf7, jouée par Cochrane en 1841 contre Staunton et contre Walker.
- La variante Cochrane du gambit écossais :
  - 1. e4 e5 ; 2. Cf3 Cc6 ; 3. d4 exd4 ; 4. Fc4 (gambit écossais) Fb4+ ; 5. c3 dxc3 ; 6. bxc3 Fa5 ; 7. e5
- La défense Cochrane-Choumov du gambit écossais :
  - 1. e4 e5 ; 2. Cf3 Cc6 ; 3. d4 exd4 ; 4. Fc4 (gambit écossais) Fc5 ; 5. Cg5 Ch6 ; 6. Cxf7
- Le gambit Cochrane de la défense russe : 
  - 1. e4 e5 ; 2. Cf3 Cf6 ; 3. Cg5 d6 ; 4. Cxf7, joué pour la première fois en 1848 contre le joueur indien Moheschunder Bannerjee. Dans une autre partie jouée contre Cochrane avec les Noirs, Bannerjee joua la « défense est-indienne » caractérisée par le fianchetto noir, et battit Cochrane.
- La variante Cochrane de la défense sicilienne : 
  - 1. e4 c5 ; 2. d4 cxd4 ; 3. Dxd4
- Le Gambit Salvio-Cochrane du gambit du roi :
  - 1. e4 e5 ; 2. f4 exf4 ; 3. Cf3 g5 ; 4. Fc4 g4 ; 5. Ce5 (Gambit Salvio) 5... Dh4+ ; 6. Rf1 f3, coup introduit en 1821 dans la partie Sarratt-Lewis, et dont Cochrane publia une analyse en 1822.

## Une partie
Pierre Saint-Amant-John Cochrane, Londres, 1841
1. e4 e5 2. Cf3 Cc6 3. Fc4 Fc5 4. c3 Cf6 5. d4 exd4 6. e5? Ce4!? (6...d5!) 7. cxd4? (7. Fd5!) 7...Fb4+ 8. Rf1? (8. Fd2 Fxd2+ 9. Cbxd2 d5 10. Fd3 Ff5) 8...d5 9. Fe2 0-0 10. Cbd2 Fxd2 11. Fxd2 f6 12. exf6 Dxf6 13. Fe3 Ce7 14. Dc2 Cf5 15. Fd3 Cxe3+ 16. fxe3 Cg5 17. Fe2 Fh3! 18. Db3 c6 19. e4 Cxe4 20. Rg1 Cd2 (20...Fxg2! et si 21. Rxg2 alors 21...Dg6+ 22. Rh3 Cf2+ 23. Rh4 Dg4 mat) 21. Dd3 Cxf3+ 22. Fxf3 Fxg2! 23. Rxg2 Dg5+ 24. Rf2 Txf3+ 0-1.